# 哈萨克斯坦网球联合会
哈萨克斯坦网球联合会（羅馬化：Qazaqstan tennıs federatsııasy，简称KTF）是哈萨克斯坦职业和业余网球的管理机构。哈萨克斯坦网球联合会负责运营所有哈萨克斯坦国家代表队，包括哈萨克斯坦戴维斯杯代表队、哈萨克斯坦比利·简·金杯代表队以及青少年队伍。KTF还负责在哈萨克斯坦境内组织和承办网球赛事，并安排主场的国际比赛。
其主要关注领域包括业余网球发展、哈萨克斯坦队、地区网球发展、教练认证计划、赛事及裁判培训项目。自2007年以来，布拉特·乌特穆拉特诺夫一直担任哈萨克斯坦网球联合会主席。总部位于阿斯塔纳。在哈萨克斯坦的14个地区中，联合会在除阿斯塔纳和阿拉木图外还设有12个分支机构。
哈萨克斯坦网球队项目由哈萨克斯坦网球联合会主席布拉特·乌特穆拉特诺夫于2008年6月1日创立。该项目旨在培养哈萨克斯坦的潜力网球选手，提升其技术水平。其下属学院的主要目标是为戴维斯杯和比利·简·金杯等国家队赛事培养选手。该项目包括为球员提供所有必要条件，包括参加国际和国内赛事、接受世界顶级专家的训练、提供教育、住宿、膳食、医疗保障以及社会适应服务。教育在训练过程中并没有被忽视，而是被视为培养全面人格的关键组成部分。